# اولیو برانچ، ایلینوی
اولیو برانچ (به انگلیسی: Olive Branch) یک منطقهٔ مسکونی در ایالات متحده آمریکا است که در شهرستان الکساندر، ایلینوی واقع شده‌است. اولیو برانچ ۸۶۴ نفر جمعیت دارد و ۱۰۳٫۹۴ متر بالاتر از سطح دریا واقع شده‌است.